# Ousmane Dramé
Ousmane Dramé (ur. 25 sierpnia 1992 w Paryżu) – francuski piłkarz pochodzenia senegalsko-malijskiego. Aktualnie jest graczem portugalskiego klubu Moreirense FC. Gra na pozycji lewego skrzydłowego, ale częściej występuje na prawej stronie.

## Sukcesy
- Taça da Liga: 2016/17